# Руис (вулкан)
Руи́с (исп. Nevado del Ruiz [neβaðo ðel ˈrwis], El Mesa de Herveo) — самый высокий действующий вулкан Андского вулканического пояса, расположенный в пределах Северной вулканической зоны в колумбийских департаментах Кальдас и Толима, в 40 км севернее города Манисалес. Руис находится на территории национального парка Лос-Невадос, где расположено ещё несколько вулканов. Вершина вулкана покрыта большими ледниками, но они быстро отступают благодаря глобальному потеплению.
Руис — большой стратовулкан, состоящий из многочисленных слоев андезитовых и дацитового лавовых потоков и пирокластических пород. Он сохраняет активность уже около 2 млн лет, с раннего плейстоцена или позднего плиоцена и имел три главных периода вулканической активности. Современный конус образовался в течение последнего (современного) периода, начавшегося около 150 тыс. лет назад.
Как и большинство стратовулканов Анд, Руис относится к плинианскому типу. Для него характерны газово-каменные пирокластические потоки, что, в свою очередь, часто вызывает грязевые потоки — лахары. Его относительно небольшое извержение 1985 года после 150-летнего периода неактивности вызвало огромный лахар. Он почти полностью разрушил и отрезал от внешнего мира городок Армеро и привел к гибели 23 тысяч его жителей. Это событие стало известно как Трагедия Армеро, а грязевой вулканический поток считается самым смертельным и разрушительным в истории извержений вулканов. Подобные, но не настолько разрушительные лахары сошли в 1595 и 1845 годах. Сейчас считается, что до 500 тысяч жителей окрестных районов живут под угрозой возникновения грязевых потоков, которые могут сойти со склонов этого вулкана.
2 ноября 2021 года произошло новое извержение.

## География и геология
Вулкан Руис расположен в Андах, приблизительно в 129 км к западу от Боготы. Вулкан является частью массива Руис-Толима (Центральная Кордильера) и включает в себя группу из пяти заснеженных вулканов: Толима, Санта-Исабель, Киндия и Мачин. В 20 км к северу находится вулкан Серро-Браво. Кордильера расположена на перекрестке четырёх глубинных разломов, которые ещё сохраняют частичную активность.
Руис входит в Тихоокеанское вулканическое кольцо, огромную цепь вулканов, окружающий Тихий океан и включающую в себя все самые активные вулканы мира. Это самый северный вулкан, расположенный в пределах Северной вулканической зоны Андского вулканического пояса, где находятся 75 из 204 вулканов времен Голоцена в Южной Америке. Андский вулканический пояс образовался в результате субдукции плиты Наска, которая продвигается под южноамериканскую плиту. Как и многие другие вулканы, образовавшиеся в зонах субдукции, Руис характеризуется извержениями плинианского типа, для которых характерны пирокластические потоки, которые могут растопить лед у вершины и образовать разрушительные лахары — потоки грязи, глины и обломков горных пород.
Как и большинство андийских вулканов, Руис является стратовулканом: это объемный, конической формы вулкан, состоящий из многочисленных слоев затвердевших лавовых потоков и тефры, включая вулканический пепел. Эти слои имеют андезитовый и дациттовий состав. Современный вулканический конус объединяет пять лавовых куполов, расположенных в пределах кальдеры, образовавшейся в течение предыдущих периодов активности этого вулкана: Невадо-эль-Сисне (Nevado el Cisne), Альто-де-ла-Лагуна (Alto de la Laguna), Ла-Ольета (La Olleta), Альто-ла-Пирана (Alto la Pirana) и Альто-де-Сантана (Alto de Santano). Вместе они покрывают площадь свыше 200 км², распространяются на 65 км с востока на запад. На большой вершине горы находится кратер Аренас диаметром около 1 км и глубиной 240 м.
Склоны у вершины довольно крутые, с углом наклона от 20 до 30 градусов. На меньших высотах они становятся пологими, угол наклона снижается до 10 градусов. С этого места предгорья простираются до рек Магдалена на севере и Каука на западе. На двух крутых склонах горы видны следы предыдущих оползней. Во время извержений, когда лед у вершины тает, могут образоваться огромные лахары, как после извержения 1985. Расположенный на юго-западном склоне вулкана пирокластический конус Ла-Ольета сейчас неактивен, но был активным в исторические времена.

### Ледники
Вершина Руиса покрыта ледниками (nevado означает по-испански «покрытый снегом» или «покрытая снегом вершина»), сформировавшимися в течение многих тысяч лет, но существенно отступившими со времен последнего ледникового максимума. В период 28 000 — 21 000 лет назад ледники в Центральной Кордильере занимали площадь около 1500 км². 12 000 лет назад, после отступления ледников, льдом все ещё было покрыто около 800 км² массива. В течение Малого ледникового периода, примерно между 1600 и 1900 годами, ледовая шапка покрывала около 100 км².

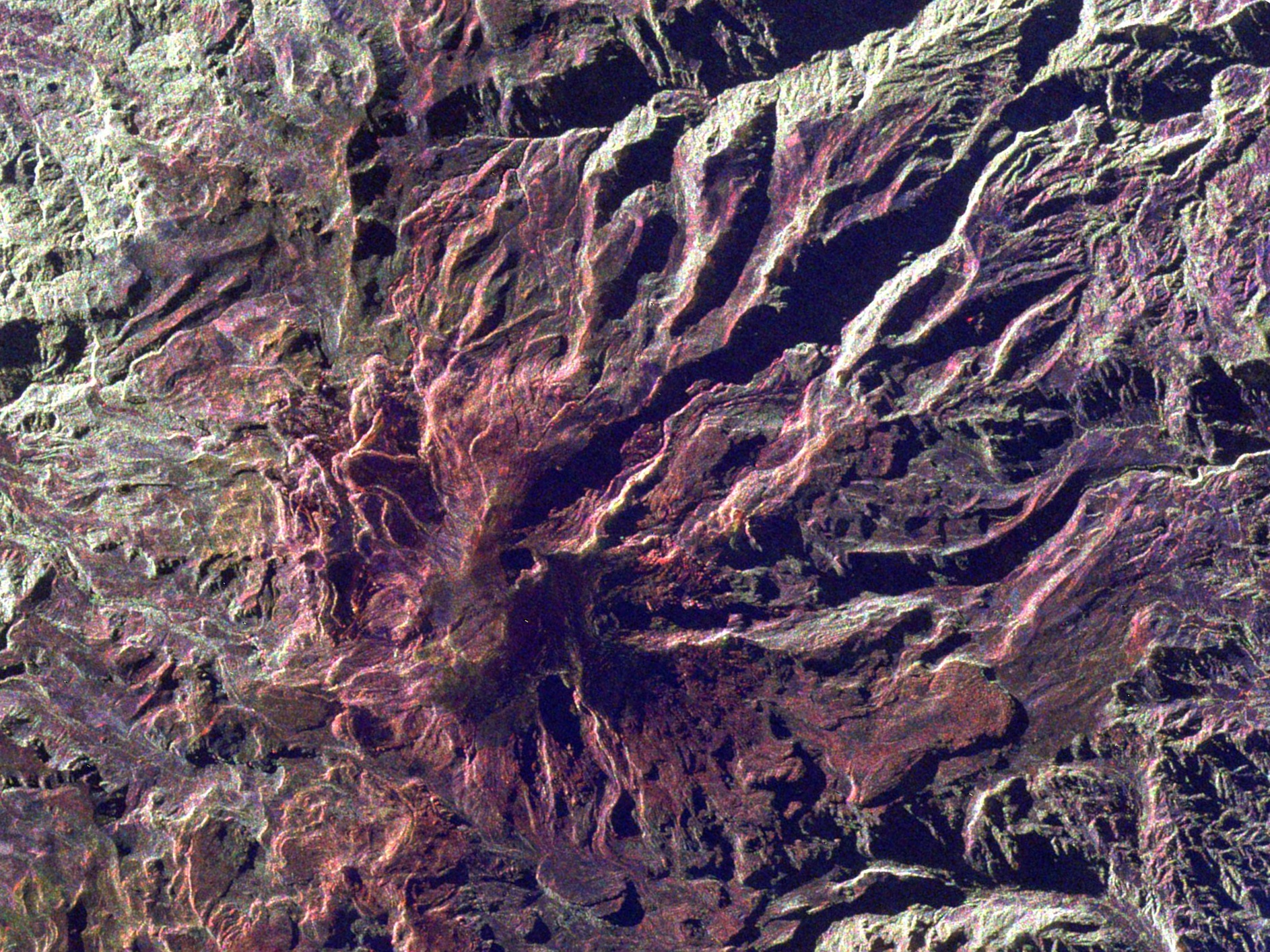
Спутниковый снимок Руиса, глубокий кратер Аренас видим рядом с вершиной.

Позже отступление ледников продолжилось с потеплением атмосферы. По состоянию на 1959 год, площадь ледников массива уменьшилась до 34 км². После извержения 1985 года, которое растопило около 10 % ледового покрова, покрытая ледниками площадь Руиса уменьшилась с 17 км² сразу после извержения до 10 км² в 2003 году. Снеговая линия при этом поднялась с 4500 м в 1985 году до 4900 м в 2003.
Средняя толщина ледникового покрова сейчас составляет около 50 м, достигая максимальных значений на плато у вершины и в районе ледника Нерейдес на южных склонах, — около 190 м. Ледники на северных склонах и, в меньшей степени, на восточных, больше всего потеряли после извержения 1985 года, сейчас достигая лишь 30 м в толщину. Толщина ледников у вершины известна неточно, потому что под ними может находиться кальдера. Пять куполов, окружающие плато, уже поднялись над поверхностью ледника.
Талая вода с ледников преимущественно стекает в реки Каука и Магдалена с западных и восточных склонов вулкана соответственно. Вода с ледников этого и соседних вулканов являются главным источником пресной воды для десятков окрестных поселений, отчего колумбийское правительство обеспокоено проблемами с поставками воды тогда, когда ледники окончательно растают.

### Живая природа

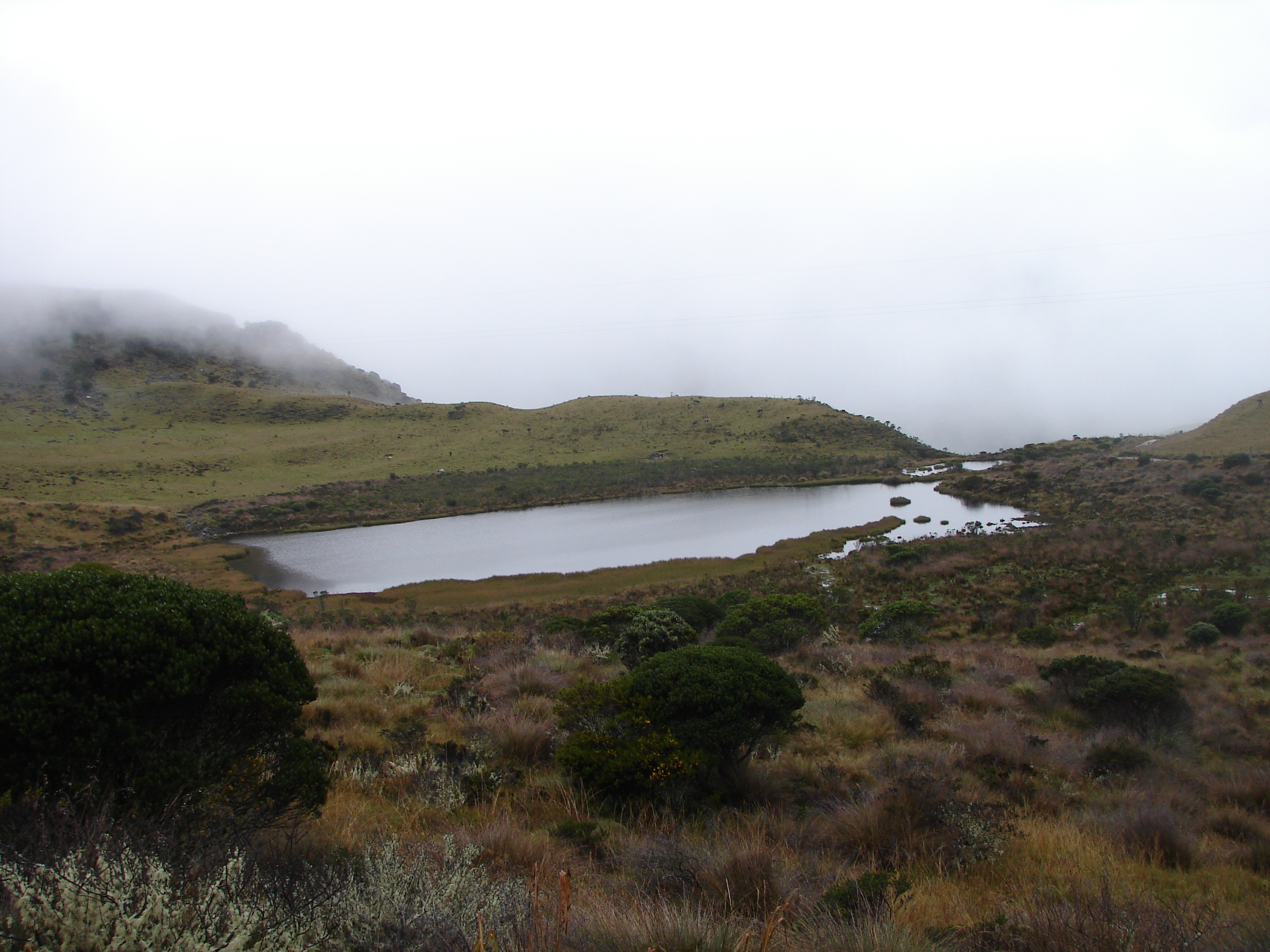
Озеро Лагуна-Негра и участок Парамо неподалёку от вулкана

Руис, вместе с несколькими другими стратовулканами, находится на территории Национального парка Лос-Невадос, занимающего часть Центральной Кордильеры западнее города Богота. Главной целью создания парка является защита источников пресной воды на его территории, обеспечивающих значительный процент сельскохозяйственных районов страны. Кроме того, парк охраняет уникальный участок живой природы колумбийских высокогорий, тогда как почти все пригодные для роста растений окружающие территории претерпели существенные изменения в результате сельскохозяйственной деятельности человека. Но и на его территории распространение видов заметно изменилось за исторические времена.
Характер растительных сообществ района прежде всего зависит от высоты над уровнем моря. Наивысшей зоной является суперпарамо (4700-4100 м) — зона мелкой растительности непосредственно ниже зоны вечных снегов. Растительность преимущественно группируется на влажных плоских и защищенных от ветров участках. Следующей зоной является зона альпийских лугов — Парамо (4100-3750 м), где доминируют такие растения, как эсплеция и различные травы.

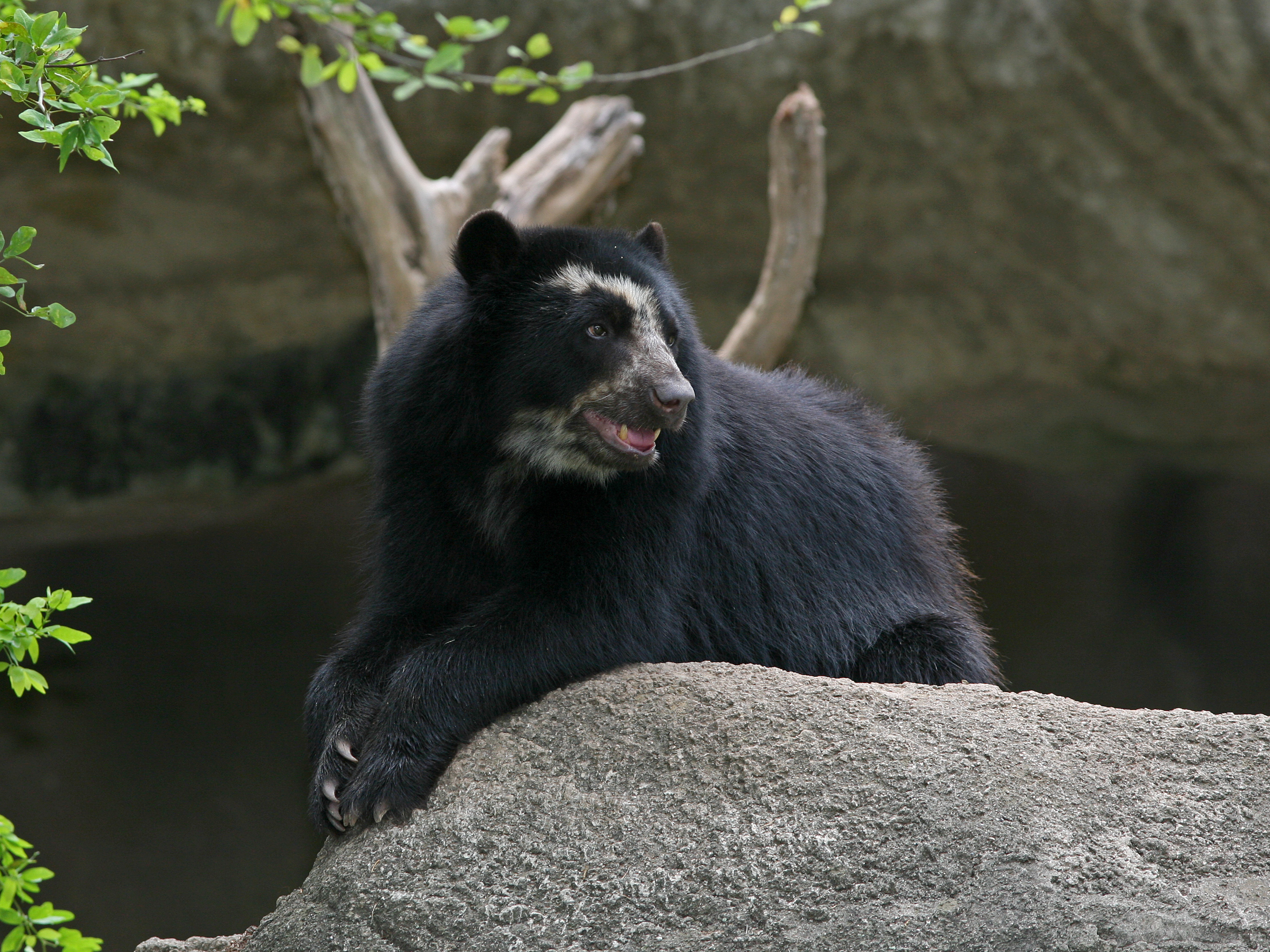
Очковый медведь, житель лесов на склонах горы.

Ниже Парамо находится линия лесов, но она определена достаточно нечетко, плотность лесов здесь постепенно уменьшается с высотой. Ниже линии леса на склонах вулкана начинается андийская зона (3700-2500 м на восточных склонах, 3700-2900 на западных). Многие участки в верхней андийской зоне остаются покрытыми луговой растительностью, тогда как другие покрыты карликовыми лесами (3 — 8 м высотой). На высоте до 3100-3200 м на склонах хорошо развиты умеренно влажные горные леса (20 — 35 м высотой).
Растения близлежащих районов относятся к разным семействам деревьев и кустов, в частности мареновых, бобовых, меластомовых, лавровых и тутовых. Травянистые растения, в частности ароидные, злаки, астровые, перечные и орхидные, также присутствуют в этом районе, так же как и многоножки папоротника.
Среди редких животных на склонах вулкана обитают горный тапир и очковый медведь, оба вида находятся под угрозой. Окружающие районы населяют и другие животные, в том числе эндемики района краснолобый толстозубый попугай, шлемовидный колибри и эрвейский ярлекин. Всего на склонах вулкана обитает 27 эндемичных для Колумбии видов птиц, распространение 14-ти из которых ограничено исключительно районом вокруг вулкана. 15 видов птиц находятся под угрозой.

## Антропогенная деятельность

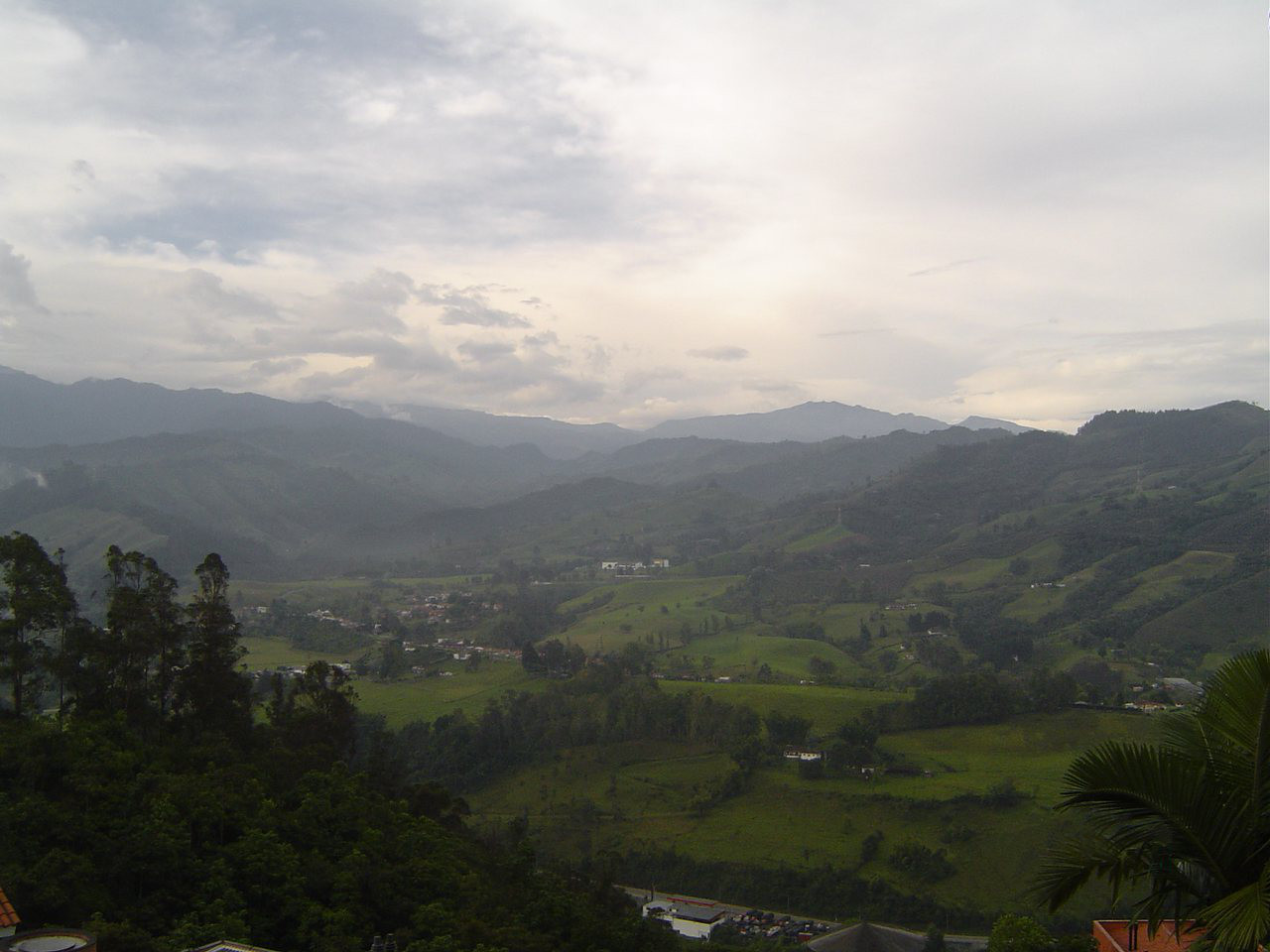
Подножие горы и посёлок Вильямария возле города Манисалес

Все окрестные районы преимущественно используются для нужд сельского хозяйства, за исключением лишь зоны суперпарамо. Парамо (2500-4200 м) сейчас преимущественно используется для скотоводства, ниже, в зоне Анд (2500—2500 м), часть земли занято под выращивание картофеля, ниже (1800—2500) — область скотоводства и выращивания кукурузы, а ещё ниже, в субандийской зоне (1100—1800 м) выращиваются кофейные деревья. Далее (500—100 м) находится область выращивания сахарного тростника.
Территория Национального парка Лос-Невадос используется преимущественно для экологического туризма и очень популярна как среди колумбийцев, так и среди иностранных туристов. Здесь находится несколько укрытий для посетителей. На склонах вулканов популярны зимние виды спорта, а озеро Отун используется для спортивной рыбалки на интродуцированную форель. Возле парка работает много частных отелей и спа-курортов.
Альпинизм также весьма популярен. Немецкие геологи Вильгельм Райсс и Альфонс Штюбель первыми попытались подняться на вулкан в 1868—1869 годах, но не смогли этого сделать. В 1936 году В. Канэто и Альберт Грассер совершили первое успешное восхождение, частично на лыжах, которое они повторили в 1939 году. Сейчас, однако, из-за отступления ледника, подъем стал намного легче, и его можно сделать без альпинистского снаряжения.

## История извержений
| История известных извержений | История известных извержений | История известных извержений | История известных извержений | История известных извержений | История известных извержений   | История известных извержений |
| ---------------------------- | ---------------------------- | ---------------------------- | ---------------------------- | ---------------------------- | ------------------------------ | --- |
| Начало                       | Конец                        | Метод датирования            | VEI                          | Объем тефры                  | Место                          | Характеристики |
| 6660 до н. э. (или ранее)    | Неизвестно                   | Тефрохронология              |                              |                              | Кратер Аренас                  | Извержение через центральное отверстие, эксплозия, пирокластические потоки, лахари |
| 1245 до н. э. ± 150          | Неизвестно                   | Радиоуглеродный              |                              |                              | Кратер Альто-ла-Пирамиды (?)   | Извержение через боковое отверстие (?), эксплозия, пирокластические потоки, лахари |
| 850 до н. э. (?)             | Неизвестно                   | Тефрохронология              | 4                            | 2,9 x 108 м³                 | Кратер Аренас                  | Извержение через центральное отверстие, эксплозия, пирокластические потоки, фреатические взрывы, экструзия купола (?), лахари, оползни                                                                                              |
| 200 до н. э. ± 100           | Неизвестно                   | Радиоуглеродный              | 4                            | 1,7 x 108 м³                 | Кратер Аренас                  | Извержение через центральное отверстие, эксплозия |
| 350 ± 300                    | Неизвестно                   | Радиоуглеродный              | 3                            | 8 x 107 м³                   | Кратер Ла-Ольєта               | Извержение через боковое отверстие, эксплозия |
| 675 ± 50                     | Неизвестно                   | Радиоуглеродный              | 3                            | 5 x 107 м³                   | Кратер Аренас                  | Извержение через центральное отверстие, эксплозия, пирокластические потоки, лахари |
| 1350 (?)                     | Неизвестно                   | Радиоуглеродный              | 4                            | 1,7 x 108 м³                 | Кратер Аренас                  | Извержение через центральное отверстие, эксплозия, лахари |
| 1541                         | Неизвестно                   | Неуверенное [а]              |                              |                              |                                | фреатические взрывы (?) |
| 1570                         | Неизвестно                   | Исторические записи          |                              |                              |                                | Извержение через центральное отверстие, эксплозия |
| 9 марта 1595                 | Неизвестно                   | Исторические записи          | 4                            | 1,6 x 108 м³                 | Кратер Аренас                  | Извержение через центральное отверстие, эксплозия,, пирокластические потоки, лахари, оползни, разрушения, жертвы |
| 1623                         | Неизвестно                   | Исторические записи          | 1 (?)                        |                              | Близ кратера Аренас            | Извержение через центральное отверстие, эксплозия (?), фреатические взрывы (?) |
| 14 марта 1805                | Неизвестно                   | Исторические записи          | 2                            |                              |                                | фреатические взрывы (?) |
| 1826                         | Неизвестно                   | Неуверенное [а]              | 2 (?)                        |                              |                                | Извержение через центральное отверстие (?), через боковые отверстия (?), эксплозия, фреатические взрывы (?) |
| июнь 1828                    | Неизвестно                   | Исторические записи          | 2                            |                              |                                | Извержение через центральное отверстие (?), через боковые отверстия (?), фреатические взрывы |
| 18 июня 1829                 | Неизвестно                   | Исторические записи          | 2                            |                              |                                | Извержение через центральное отверстие (?), через боковые отверстия (?), эксплозия, фреатические взрывы (?) |
| 1831                         | Неизвестно                   | Исторические записи          | 2                            |                              |                                | Извержение через центральное отверстие (?), через боковые отверстия (?), эксплозия, фреатические взрывы (?) |
| 1833                         | Неизвестно                   | Неуверенное [а]              | 2 (?)                        |                              |                                | Извержение через центральное отверстие (?), через боковые отверстия (?), фреатические взрывы (?), фумаролы (?) |
| 1916                         | Неизвестно                   | Исторические записи          | 3                            | 6 x 107 м³                   | Кратеры Аненас и Ла-Ольета (?) | Извержение через центральное отверстие, через боковые отверстия (?), радиальные выбросы, подледниковые извержения, эксплозия, пирокластические потоки, фреатические взрывы, лавовые потоки (?), лахари, оползни, разрушения, жертвы |
| 1916                         | Неизвестно                   | Исторические записи          | 2                            |                              |                                | эксплозия, фреатические взрывы |
| 22 декабря 1984              | 19 марта 1985                | Исторические записи          | 1                            |                              | Кратер Аренас                  | Извержение через центральное отверстие, эксплозия, фреатические взрывы |
| 11 сентября 1985             | 13 июля 1991                 | Исторические записи          | 3                            | 4,8 x 107 м³                 | Кратер Аренас                  | Извержение через центральное отверстие, эксплозия, пирокластические потоки, фреатические взрывы, лахари, разрушения, жертвы |
| 23 апреля 1994               | 23 апреля 1994               | Неуверенное [а]              |                              |                              |                                | Извержение через центральное отверстие (?), фреатические взрывы (?) |

### Ранний период
Первое извержение Руиса произошло около 1,8 млн лет назад, в начале эпохи Плиоцена. С тех пор было начинаются три главных периода активности: начальный, старый и современный. В течение начального периода, длившегося между 1,8 и 1,0 млн лет назад, сформировался комплекс крупных стратовулканов. Между 1,0 и 0,8 млн лет назад частично обвалился, сформировав большую (5-10 км в ширину) кальдеру. В течение старого периода, длившегося между 0,8 и 0,2 млн лет назад, сформировался новый комплекс стратовулканов, включая обособленные древние вулканы Руис, Толима, Киндия и Санта-Исабель. В период 0,2-0,15 млн лет назад на их вершинах образовались эксплозийные кальдеры.
Современный период начался около 150 тыс. лет назад, в течение него сформировался современный вулканический комплекс Руиса за счет образования андезитного и дацитних лавовых куполов внутри старых кальдер. В течение последних 11 тыс. лет вулкан прошел менее 12 вулканических стадий, включавшие оползни, пирокластические потоки и лахары, которые приводили к частичному разрушению куполов на вершине. Последние несколько тысяч лет извержение этого и окрестных вулканов были преимущественно небольшими, а пирокластические потоки гораздо слабее тех, что происходили во времена плейстоцена. Поскольку письменные источники существуют только за последние несколько веков, для датировки преимущественно использовалась тефрохронология.
После испанской колонизации извержение преимущественно состояли из вертикального извержения через центральное отверстие, за которым следовала эксплозия и лахары. Первое извержение времен Голоцена произошло около 6660 до н. э., за ним следовали извержения в 1245 году до н. э. ± 150 лет (данные радиоуглеродного датирования) около 850 года до н. э., в 200 году до н. э. ± 100 лет, 350 году н. э. ± 300 лет, 675 году ± 50 лет, в 1350, 1541 (вероятно) [а], 1570, 1595, 1623, 1805, 1826, 1828 (вероятно) [а], 1829, 1831, 1833 (вероятно), 1845, 1916, декабре 1984 — марте 1985, сентябре 1985 — июле 1991 и вероятно в апреле 1994 года. Многие из них включали извержения через центральное отверстие, извержения через боковые отверстия и фреатические (паровые) взрывы. Сейчас Руис является вторым по активности вулканом Колумбии после Галерас.

### Лахар 1595 года
Извержение Руиса началось утром 12 марта 1595. Оно состояло из трех плинианских извержений, звук которых можно было услышать на расстоянии 100 км от вершины вулкана. Во время происшествия было извергнуто большое количество вулканического пепла, полностью покрывшего окружающие районы. Вулкан также изрыгнул множество лапили и вулканических бомб. Всего было выброшено около 0,16км³ тефры. Извержению также предшествовало значительное землетрясение, произошедшее за три дня до него. Это землетрясение вызвало лахары, спустившиеся вниз долинами рек Гуала и Лагунильяс, прекратив водоток и уничтожив растительный и животный мир их долин. В результате этого лахара погибло около 600 человек. Извержение 1595 было самым большим извержением Руиса до 1985 года. В целом же извержения 1595 и 1985 были похожи по многим параметрам, включая химический состав извергнутого материала.

### Сель 1845 года
Крупное землетрясение, состоявшееся 19 февраля 1845, привело к образованию значительного селя (грязевого потока). Этот сель сошел вниз долиной реки Лагунильяс на расстояние около 70 км, переполняя русло реки и разрушая приречные поселения. В месте достижения рекой конуса, сель разделилась на два рукава. Большая часть продолжила движение рекой Лагунильяс и достигла реки Магдалена, тогда как меньшая часть была отклонена холмами у каньона реки Лагунильяс, повернула на 90 градусов на север и достигла реки Сабандиха, после чего вместе с рекой Сабандиха встретила остальные селя в месте впадения этой реки в Магдалены. По приблизительным оценкам в результате этого селя погибли около 1000 человек.

### Трагедия Армеро 1985 года
В ноябре 1984 году геологи отметили увеличение уровня сейсмической активности вулкана Руис. Другими признаками будущего извержения были увеличение фумарольной активности, выделение серы на вершине вулкана и небольшие фреатические извержения. Наиболее заметным из этих событий стал выброс пепла 11 сентября 1985. Активность вулкана несколько снизилась в октябре 1985 года, объясняющие попаданием магмы к вулканической структуры в сентябре.

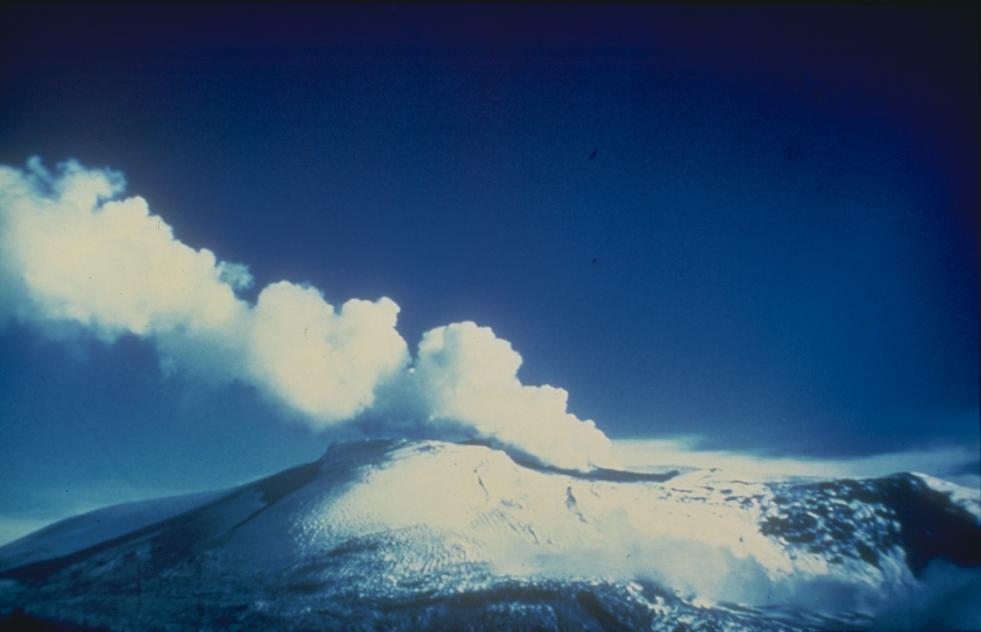
Вулкан в 1985 году перед извержением

В октябре на вулкане работала итальянская вулканологическая миссия, которая проанализировала газы, выделяемые из фумарол на дне кратера Аренас. Было установлено, что они представляли собой смесь углекислого газа и диоксида серы — индикатора попадания магмы к приповерхностной среде. Доклад миссии, опубликованный 22 октября 1985, оценивал риск лахаров как очень высокий. В этом докладе исследователи рекомендовали местному правительству принять основные меры предостережения.
В октябре 1985 года вулканическая активность снова увеличилась по мере достижения магмой поверхности. Вулкан начал выделять большие количества газов, богатых диоксидом серы и элементарной серой. Содержание воды в фумаролах уменьшилось, а вода источников вокруг вулкана обогатилась магнием, кальцием и натрием, что вымывались из магмы. К тому времени происходила значительная дегазация магмы, вызвавшая увеличение давления внутри вулкана, которое позже и привело к эксплозии.

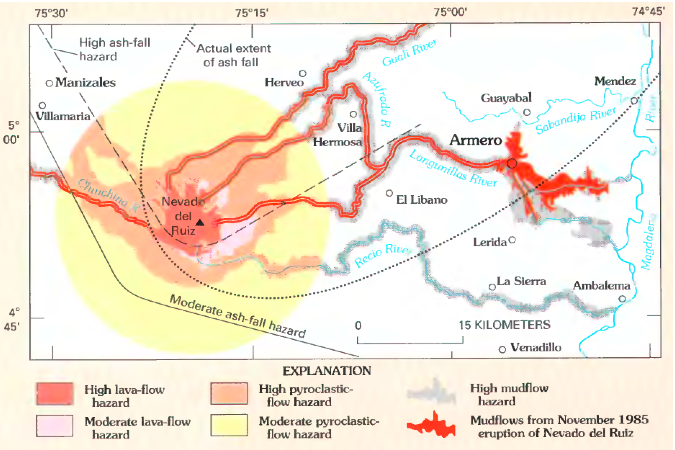
Карта зон риска вокруг Руиса, с лахарами 1985 года, обозначенным красным цветом.

Руис окончательно извергнулся в 9:08 вечера 13 ноября 1985, выбросив дацитную тефру в атмосферу на высоту более 30 км. Общая масса извергнутого материала (включая магму) составляла около 35 млн тонн, лишь 3 % от количества, извергнутого при извержении вулкана Сент-Хеленс в 1980 году. Извержение достигло уровня 3 по индексу вулканических извержений. Масса извергнутого диоксида серы составила около 700 тыс. тонн, или 2 % от массы извергнутого материала, что делает извержение необычайно богатым на серу.
Пирокластические потоки, вызванные вулканом, растопили ледники на вершине, образовав четыре крупных лахара, что направились вниз по склонам вулкана. Вулкан также осушил небольшое озеро, существовавшее в кратере Аренас перед извержением. Вода в подобных вулканических озёрах обычно очень соленая и содержит много растворенных вулканических газов. Горячая кислая вода озера значительно ускорила растопку льда, этот эффект был подтвержден большим количеством сульфатов и хлоридов в потоках лахаров.

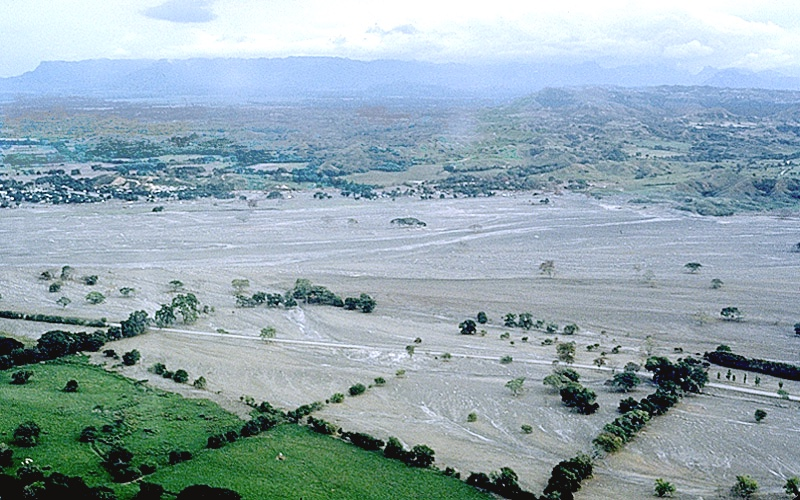
Армеро после трагедии — город находился в центре фотографии, снятой через несколько дней после трагедии.

Лахары, состоявшие из воды, льда, пемзы и обломков скал, смешались с глиной на склонах вулкана. Они направились вниз по склонам вулкана со средней скоростью 60 км/ч, размывая почву, разрушая скалы и уничтожая растительность. После спуска на несколько тысяч метров, лахары попали в шесть речных долин, которые вели из вулкана. В речных долинах лахары увеличились в объёме приблизительно в четыре раза. Лахар в долине реки Гуала достиг максимальной ширины 50 м.
Один из этих лахаров фактически смыл город Армеро в департаменте Толима, что лежал в долине реки Лагунилья. Из 28 700 жителей города более 23 тыс. погибли в результате лахара, а свыше 5 тыс. были ранены. В городе было уничтожено более 5 тыс. домов. Другой лахар, спускавшийся долиной реки Чинчина, привел к гибели около 1800 человек и разрушил около 400 домов в городе Чинчина. Событие получило название Трагедии Армеро и стало вторым по числу жертв извержением вулкана в 20 веке после извержения Монтань-Пеле в 1902 году, четвёртым по числу жертв вулканическим извержением в истории и самой разрушительной природной катастрофой в истории Колумбии. Лахар, разрушившего Армеро, является первым по числу жертв лахаром в истории.

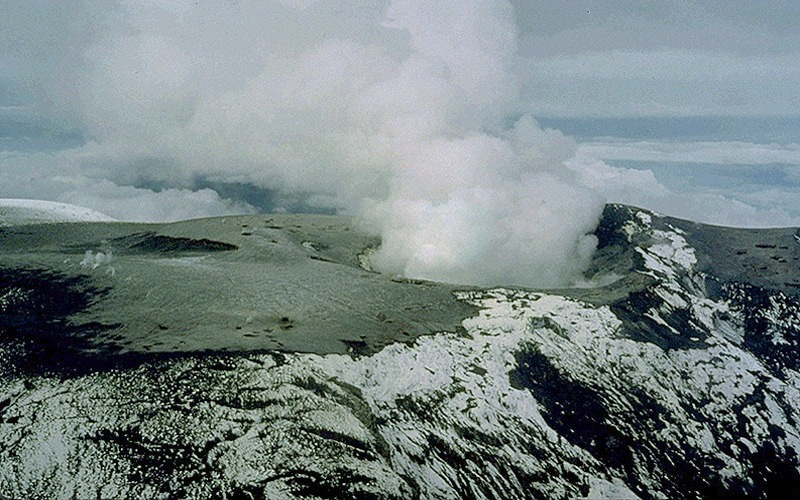
Вершина вулкана Руис в конце ноября 1985

Большие жертвы во время извержения 1985 частично стали результатом неуверенности исследователей относительно точного времени извержения, и того, что правительство не стало принимать меры предосторожности без предупреждения о неминуемой катастрофе. Так как последнее значительное извержение вулкана произошло за 140 лет до того времени, для многих было трудно воспринять огромную угрозу от вулкана, а местные жители даже называли его «спящим львом». Карты угроз, опубликованные за месяц до трагедии, указывали на возможность подобных событий, но колумбийский Конгресс официально обвинил ученых и службы гражданской обороны в нагнетании страха. Представители местных властей не предупредили население о серьёзности ситуации, а мэр и священник Армеро вместе уверяли жителей города в безопасности, уже после выпадения пепла вечером 13 ноября. Другим фактором стал шторм, повредивший линии электропередач и связи. За час до трагедии рабочие гражданской обороны из городов выше по долине пытались предупредить Армеро о лахаре, приближающимся к городу, но не смогли дозвониться или наладить радиоконтакт.
Уже после извержения исследователи проанализировали записи сейсмографов и заметили несколько землетрясений в последние часы перед извержением, начинавшиеся достаточно сильными, а затем постепенно затихавшие. Вулканолог Бернар Чуе позже заметил: «вулкан кричал: „Я собираюсь взорваться!“, но учёные, наблюдавшие за вулканом в то время, не смогли прочитать сигнал».

## Риск новых извержений и подготовка к ним

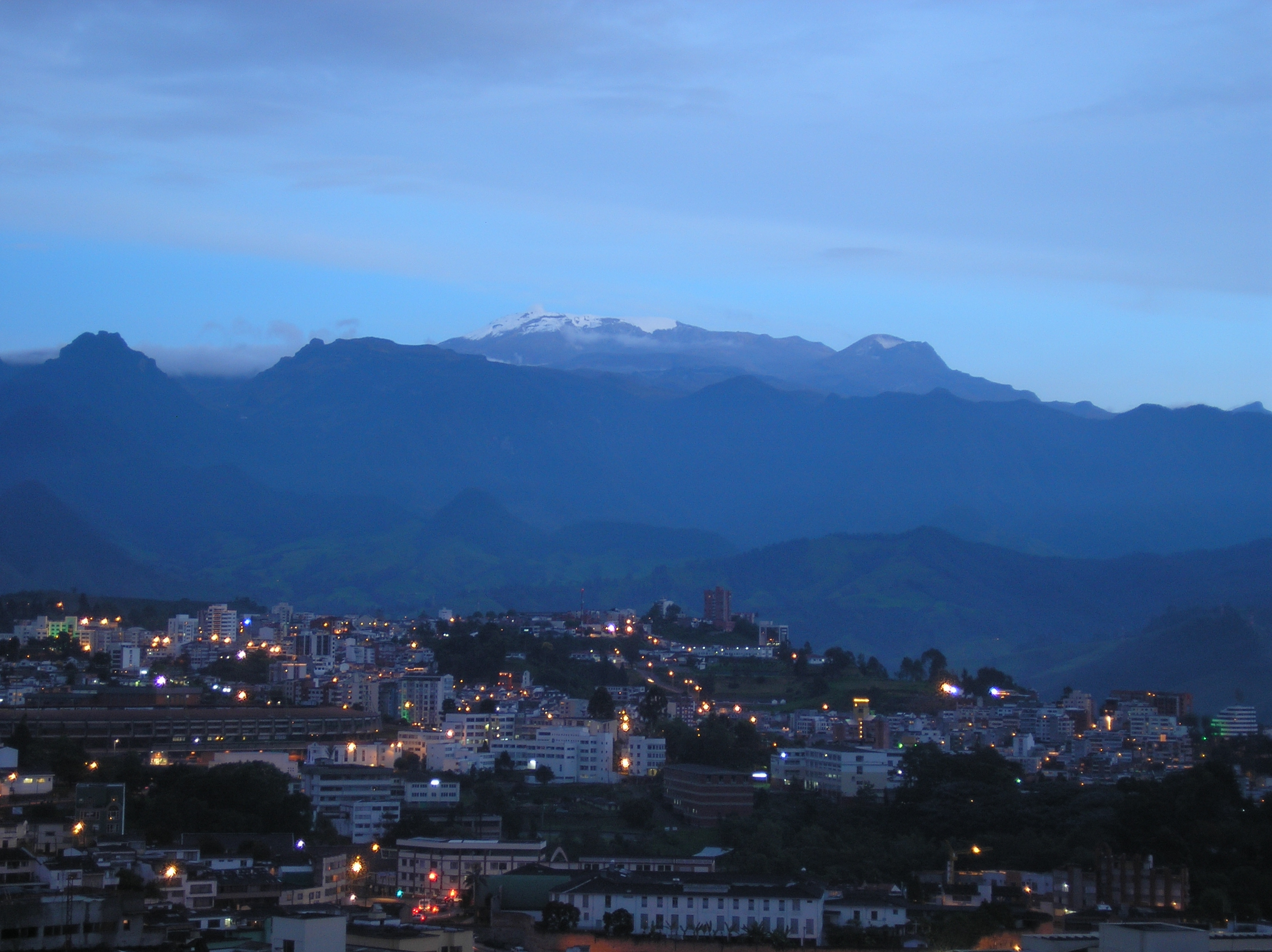
Руис из города Манисалес, 2006 год.

Вулкан продолжает угрожать окружающим поселениям и городам. Наиболее вероятной угрозой при этом являются малые извержения, которые, однако, могут дестабилизировать ледник и вызвать лахары. Несмотря на значительное сокращение объёма ледников, общий объём льда на вершине Руиса и других вулканов массива остается достаточно большим. Если растает лишь 10 % льда, как это произошло в 1985 году, это может вызвать лахары или сели объёмом 200 млн м³. Такие лахары могут достичь расстоянии до 100 км от вершины вдоль русел рек всего за несколько часов. По оценкам, в зоне риска проживают 500 тыс. человек, преимущественно в долинах Комбейма, Чинчина, Кеальйо-точе и Гуала, из них 100 тыс. живут в зоне «высокого риска»[б]. В частности, лахары угрожают окружающей городам Онда, Марикита, Амбалема, Чинчина, Эрве, Вильяэрмоса, Салгар и Ла-Дорада. Хотя небольшие извержения более вероятны, двухмиллионная история извержений вулканического массива содержит много значительных извержений, угроза от которых также учитывается. Крупное извержение может произвести эффект на большую территорию, включая Международный аэропорт Эльдорадо города Богота, прежде всего из-за выпадения пепла.
Поскольку трагедия Армеро продемонстрировала недостаточность ранних предупреждений, опасность обработки земли и неподготовленность окрестных жителей, в 1987 году колумбийское правительство основало «Национальное бюро внимания к катастрофам» (Oficina Nacional para la Atencion de Desastres) с целью предотвращения подобных катастроф в будущем. Все колумбийские города получили распоряжение учитывать при планировании возможные природные катастрофы с целью предотвращения их последствий и обеспечить возможность эвакуации в случае угрозы вулканических извержений. Около 2300 жителей районов вокруг Руиса были эвакуированы, когда вулкан вновь извергнулся в 1989 году. Когда же в апреле 2008 года извергнулся другой колумбийский вулкан Невадо-дель-Уила, были эвакуированы тысячи человек, из-за предупреждения вулканологов, что извержение может стать «вторым Невадо-дель-Руис».
В 2006 году сильные дожди на Руисе вызвали сель, сошедший вдоль долины реки Чинчина и привел к гибели девяти молодых людей в возрасте 12-19 лет, участвовавших в скаутской экспедиции к вулкану.

## Комментарии
- [а] ↑  Несколько записей в истории извержений Смитсоновского института помеченные как «неуверенные»[29]. Извержения могло произойти в эти даты, но подтверждения не хватает. Извержение в этой истории определяется как отложения вулканических продуктов на поверхности Земли[55].
- [б] ↑  Имеющиеся ресурсы указывают, что лахары с Руиса не представляют угрозы для города Богота[6][50].